# Liebigdenkmal

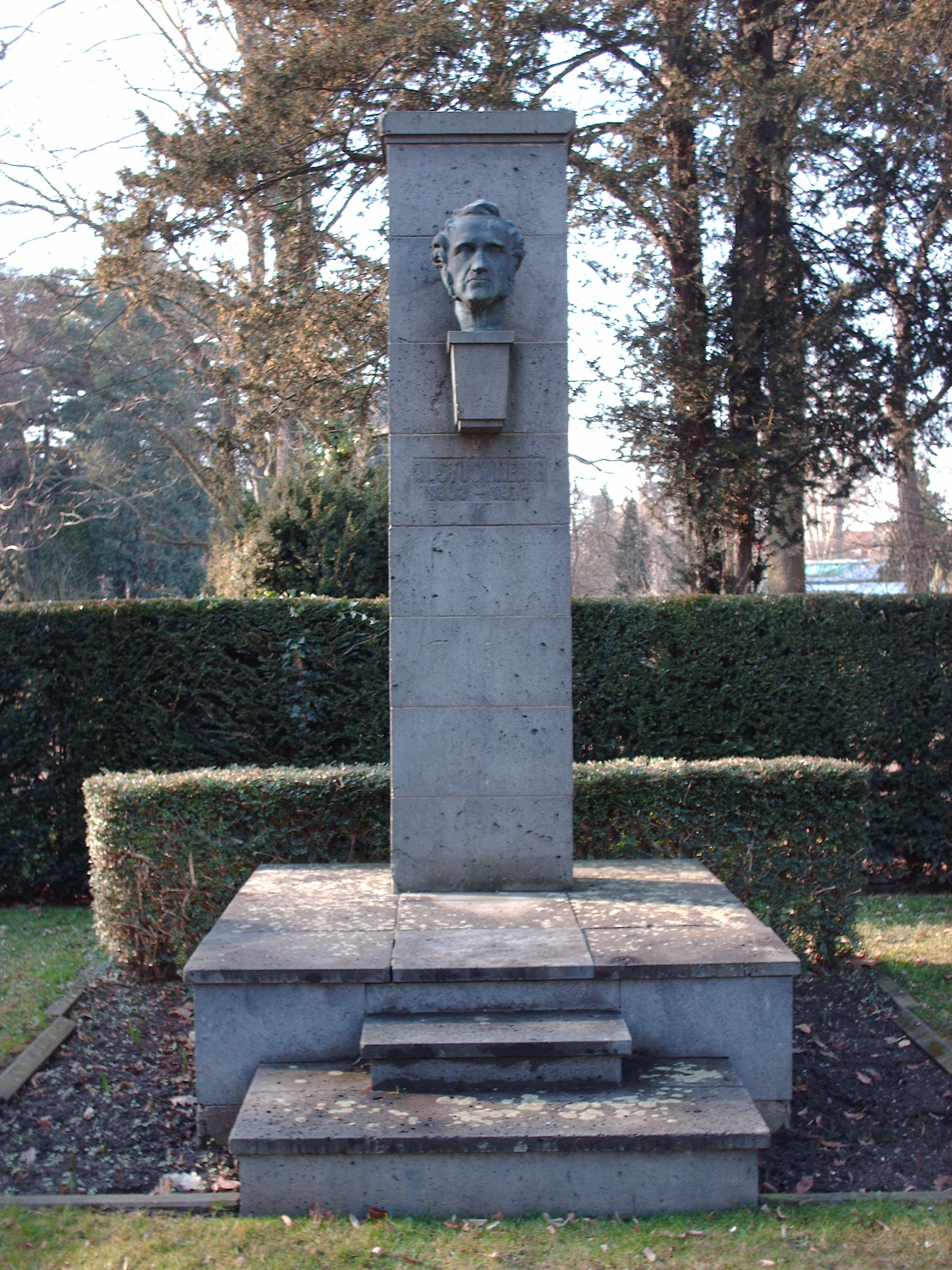
Heutiger Zustand (→ Detailaufnahme des Kopfes)

Das Liebigdenkmal ist ein Denkmal in Gießen, errichtet zu Ehren des Chemikers Justus von Liebig, der von 1824 bis 1852 an der Universität Gießen lehrte. Es befindet sich am südwestlichen Rand des Parks an der Ostanlage.
Das ursprüngliche Marmordenkmal des Bildhauers Fritz Schaper stellte Liebig in Lebensgröße auf einem Sockel dar. Links und rechts befanden sich zwei weibliche Figuren, Minerva und Ceres. Es wurde am 23. Juli 1890 als Geschenk von Liebigs Schülern an die Stadt Gießen aufgestellt.
Gegen Ende des Zweiten Weltkriegs wurde das Denkmal zerstört; nur der Kopf konnte erhalten werden und kam aus Schutz vor der Witterung in das Liebig-Museum. Im Jahre 1952 wurde eine schlichte Säule, ausgestattet mit einer Bronzekopie des Kopfes, an alter Stelle aufgestellt. 